# کایل بی، نیو ساوت ولز
کایل بی (به انگلیسی: Kyle Bay) یک حومه شهر در استرالیا است که در نیو ساوت ولز واقع شده‌است.